# Biduanda nicevillei
Biduanda nicevillei är en fjärilsart som beskrevs av William Doherty 1889. Biduanda nicevillei ingår i släktet Biduanda och familjen juvelvingar. Inga underarter finns listade i Catalogue of Life.